# ŽKK Athlete Celje
Maillots
Le Ženska Košarkaški Klub Athlete Celje (ou ŽKK Athlete Celje) est un club féminin slovène de basket-ball situé dans la ville de Celje.

## Noms successifs[2]
- Depuis 2011 : ŽKK Athlete Celje
- 2000 - 2011 : ŽKK Merkur Celje
- 1996 - 2000 : ŽKK Ingrad Celje
- 1996 - 1993 : ŽKK Celje
- 1993 : ŽKK Metka Celje

## Palmarès
- Vainqueur de la Ligue Adriatique : 2002
- Champion de Slovénie : 2000, 2003, 2004, 2005, 2006, 2008, 2009, 2012, 2013, 2014
- Vainqueur de la Coupe de Slovénie : 2003, 2005, 2006, , 2007, 2008, 2009, 2010, 2012, 2013

## Entraîneurs successifs
- Depuis ? :   Dragomir Bukvic